# Šahovska središčnica
Šahovska središčnica se nanaša na del šahovske igre med otvoritvijo in končnico, ki pa ni natančno določen, lahko preide v končnico postopoma ali pa takoj po izmenjavi lahkih figur. V tem delu igre igralci utrjujejo svojo pozicijo in slabijo nasprotnikovo. V središčnici je najpogosteje največ taktičnih možnosti za napad, obrambo in menjavo figur. Smiselna menjava in dobra strateška postavitev figur je še posebej pomembna. Središnjica se lahko konča z matom, patom ali s prehodom v šahovsko končnico.